# Бархат сахалинский
Бархат сахалинский (лат. Phellodendron sachalinense) — вид деревянистых растений рода Бархат (Phellodendron) семейства Рутовые (Rutaceae). Часть систематиков считают его младшим синонимом Бархата амурского.

## Ботаническое описание
Дерево около 20 м высотой с диаметром ствола до 80 см. Кора продольно-бороздчатая, серая, пробковый слой даже у взрослых деревьев как правило не толще 10 мм. Луб жёлтый. Почки длиной около 2 мм, ширококонусовидные. Катафиллы цельные, яйцевидные, быстро опадающие. Листья с характерным запахом, листовая пластинка с 2—5 парами боковых листочков; листочки 7—10 см длины и 3—5 см ширины, яйцевидные или яйцевидно-ланцетные, на верхушке заострённые, в основании закруглённые, в верхней половине по краю городчато-пильчатые, без ресничек (или реснички малозаметные), сверху — тёмно-зелёные, снизу — сизовато-зелёные, с обеих сторон очень слабо мелковолосистые или вовсе голые; ось листа и черешки мелковолосистые. Соцветие метельчатое, безлистное. Венчик желтовато-зелёный; лепестки 3—4,5 мм длины, чашелистик около 1 мм длины. Костянки 5-семянные, около 10 мм в диаметре, шаровидные, чёрные. Цветёт в июне, плоды созревают в сентябре.

## Распространение и экология
Встречается в Японии, на юге Сахалина, а также на островах Монерон, Шикотан, Кунашир, Итуруп. Встречается в смешанных и лиственных, реже темнохвойных лесах, обычно в нижней части склонов или долинах рек, одиночно или небольшими группами. Успешно размножается семенами, которые распространяются птицами.
Теплолюбив, даже в Сочи и Батуми подмерзают годовалые побеги.

## Охрана
Редкий вид, внесён в Красную книгу Сахалинской области. Численность составляет около 3000—5000 экземпляров, основными факторами уменьшения популяции являются: вырубка леса и лесные пожары.
В России произрастает на охраняемых территориях: «Остров Монерон», «Курильский», «Островной», «Озеро Добрецкое», «Мыс Кузнецова», «Кунаширский кустарниковый реликтовый лес», «Вулкан Менделеева», «Лагуноозерный реликтовый лес», «Южно-Курильский реликтовый лес», «Феллодендроновая роща на о. Шикотан».

## Химический состав
Луб содержит алкалоиды берберин, пальматин, ятрорризин и сапонины. Плоды дают положительную реакцию на флавоноиды и сапонины. Экстрактивные вещества из листьев содержат до 10% флавоноидов, в том числе, норикаризид, феллозид, дигидрофеллозид и гиперозид. Плоды содержат 1,53% эфирного масла.

## Значение и применение
Луб использовали в Японии как лекарственное средство наравне с Бархатом амурским, в качестве горького желудочного и отхаркивающего средства. Айны применяли настой луба при гастралгии, плохом пищеварении и маточных кровотечениях. В виде компресса его прикладывали к экземах, ушибам, переломам, царапинам и сифилитическим язвам. Использовали для обмывания воспаленных глаз. Приём луба внутрь снижает артериальное давление. Настойка листьев имеет высокую антимикробную активность.